# اشونو ایم موهلکرایس
اشونو ایم موهلکرایس (به آلمانی: Schönau im Mühlkreis) یک منطقهٔ مسکونی در اتریش است که در ناحیه فرایشتات واقع شده‌است. اشونو ایم موهلکرایس ۳۸٫۵ کیلومتر مربع مساحت دارد ۶۳۵ متر بالاتر از سطح دریا واقع شده‌است.